# Sakon Nakhon (Provinz)

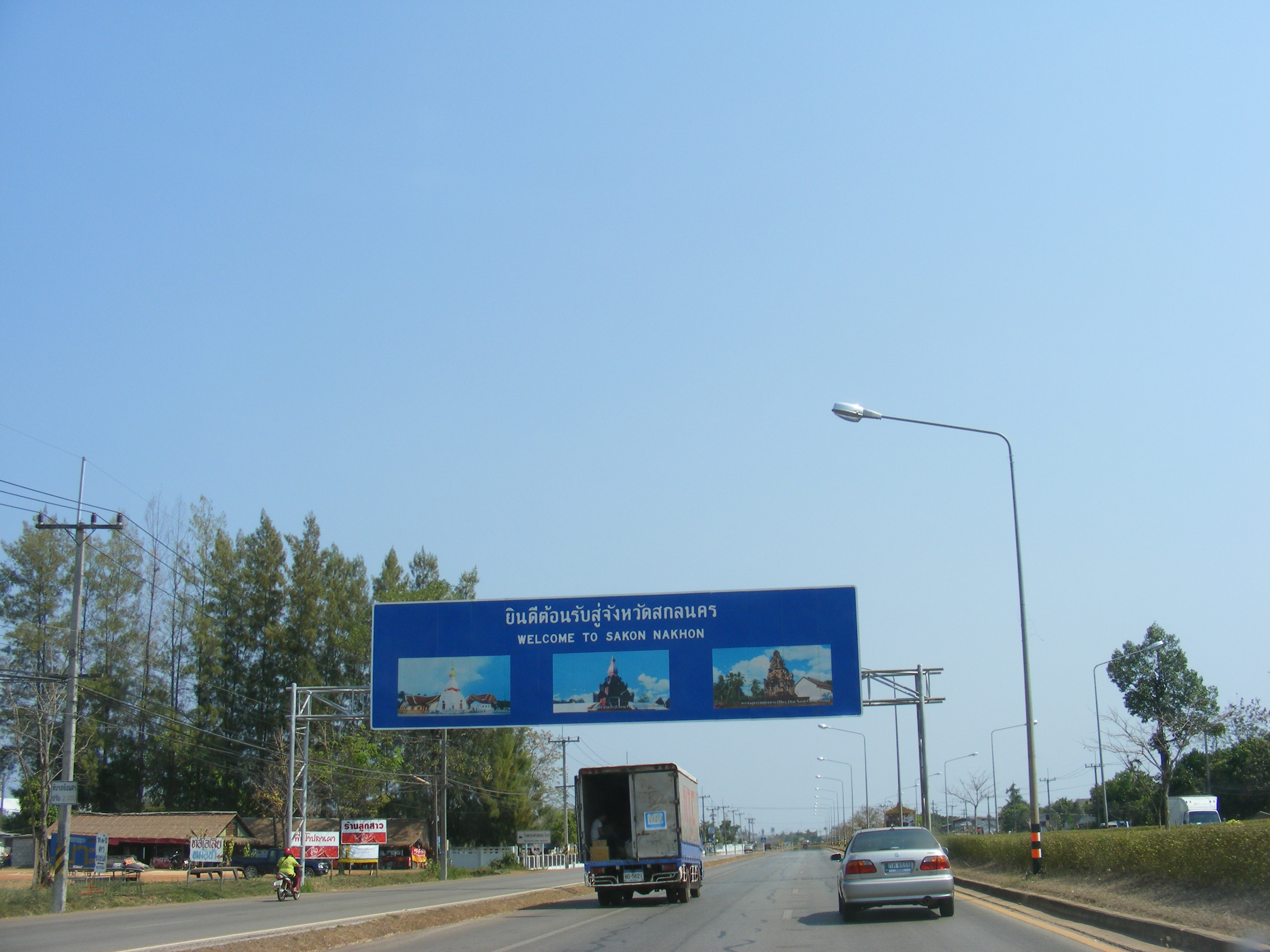
Willkommensschild an der Provinzgrenze

Sakon Nakhon (Thai: สกลนคร) ist eine Provinz (Changwat) in der Nordostregion von Thailand, dem Isan. Die Hauptstadt der Provinz heißt ebenfalls Sakon Nakhon.

## Herkunft des Namens
Provinzen in Thailand werden nach der jeweiligen Provinzhauptstadt benannt. Sakon stammt aus dem Sanskrit sakala (Devanagari: सकल) und bedeutet ganz, allumfassend, und Nakhon stammt aus dem Sanskrit nagara (Devanagari: नगर) mit der Bedeutung Stadt. Übertragen bedeutet Sakon Nakhon also Stadt der Städte.

## Geographie

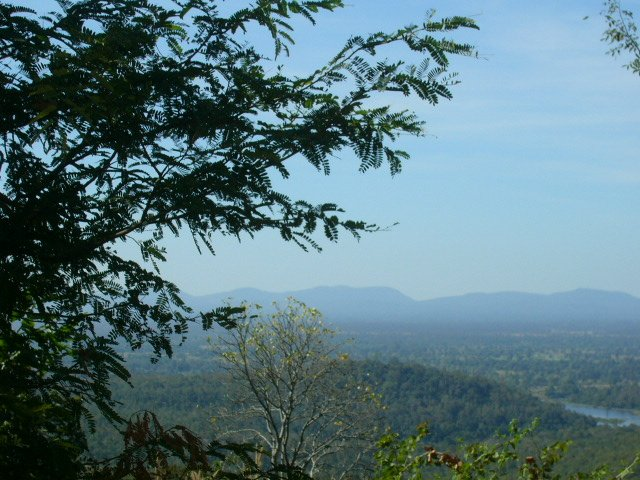
Landschaft in den Phu-Phan-Bergen

Die Provinz liegt im oberen Nordosten von Thailand und wird von den Phu-Phan-Bergen nach Süden hin abgeschlossen. Hier entspringen mehrere bedeutende Flüsse. In den waldreichen Bergen befinden sich zahlreiche Waldtempel, von denen manche noch aus der Khmer-Zeit stammen. Der See Nong Han ist mit einer Ausdehnung von etwa 125 km² der größte natürliche Süßwassersee Thailands.
| Benachbarte Provinzen: | Benachbarte Provinzen:  |
| ---------------------- | ----------------------- |
| Norden                 | Nong Khai und Bueng Kan |
| Osten                  | Nakhon Phanom           |
| Süden                  | Mukdahan und Kalasin    |
| Westen                 | Udon Thani              |

### Wichtige Flüsse
- Yam
- Songkhram

### Klima
Das Klima ist tropisch-monsunal. Die Durchschnittstemperatur liegt bei 26,7 °C. Die Höchsttemperatur im Jahr 2009 betrug 38,6 °C, die tiefste Temperatur wurde mit 8,5 °C gemessen. An 120 Regentagen fielen in demselben Jahr 1440,5 mm Niederschlag.
|                       | Jan  | Feb  | Mär  | Apr  | Mai   | Jun   | Jul   | Aug   | Sep   | Okt  | Nov  | Dez  |   |      |
| Mittl. Tagesmax. (°C) | 28,8 | 30,9 | 33,5 | 34,7 | 33,2  | 32,0  | 31,7  | 31,1  | 31,1  | 30,9 | 29,9 | 28,5 | ⌀ | 31,4 |
| Mittl. Tagesmin. (°C) | 14,9 | 18,0 | 21,1 | 23,6 | 24,3  | 24,6  | 24,5  | 24,2  | 23,8  | 22,0 | 18,6 | 15,1 | ⌀ | 21,2 |
|                       |      |      |      |      |       |       |       |       |       |      |      |      |   |      |
| Niederschlag (mm)     | 4,4  | 18,6 | 44,9 | 93,7 | 255,8 | 273,7 | 231,1 | 362,0 | 232,7 | 80,3 | 7,1  | 2,7  | Σ | 1607 |
|                       |      |      |      |      |       |       |       |       |       |      |      |      |   |      |
| Regentage (d)         | 1    | 3    | 5    | 9    | 18    | 21    | 20    | 23    | 18    | 8    | 2    | 1    | Σ | 129  |

| 14,9 |

| 18,0 |

| 21,1 |

| 23,6 |

| 24,3 |

| 24,6 |

| 24,5 |

| 24,2 |

| 23,8 |

| 22,0 |

| 18,6 |

| 15,1 |

| 14,9 |

| 18,0 |

| 21,1 |

| 23,6 |

| 24,3 |

| 24,6 |

| 24,5 |

| 24,2 |

| 23,8 |

| 22,0 |

| 18,6 |

| 15,1 |

## Bevölkerung
In der Provinz leben insbesondere Phu Thai, Sô und Bru, die in mehreren Wanderungswellen aus Laos eingewandert sind.

## Wirtschaft und Bedeutung
Den wichtigsten Wirtschaftszweig bildet die Landwirtschaft, insbesondere der Reisanbau.
Im Jahr 2008 betrug das „Gross Provincial Product“ (Bruttoinlandsprodukt) der Provinz 41.501 Millionen Baht.

### Daten
Die unten stehende Tabelle zeigt den Anteil der Wirtschaftszweige am Gross Provincial Product in Prozent:
| Wirtschaftszweig | 2006 | 2007 | 2008 |
| ---------------- | ---- | ---- | ---- |
| Landwirtschaft   | 21,6 | 20,1 | 20,3 |
| Industrie        | 6,5  | 8,0  | 8,6  |
| Andere           | 71,9 | 71,9 | 71,1 |

### Landnutzung
Für die Provinz ist die folgende Landnutzung dokumentiert:
- Waldfläche: 1.194.311 Rai (746,4 km²), 19,9 % der Gesamtfläche
- Landwirtschaftlich genutzte Fläche: 2.545.679 Rai (1.591,0 km²), 42,4 % der Gesamtfläche
- Nicht klassifizierte Fläche: 2.263.612 Rai (1.414,8 km²), 37,7 % der Gesamtfläche

Die Provinz Sakon Nakhon hat insgesamt 535 Feuchtgebiete mit einer Fläche von 43,1 km², die mehr oder weniger intensiv für die Landwirtschaft genutzt werden. 48,7 % der Landfläche wird landwirtschaftlich genutzt, 14,6 % ist Waldland.

### Staudämme
Nam Un (im Amphoe Phang Khon)

## Verkehr

### Flughafen
Sakon Nakhon (Thai: ท่าอากาศยานสกลนคร; IATA-Code: SNO, ICAO-Code: VTUI).

### Busverkehr
- Sakon Nakhon Bus Terminal
- Bus Terminal in Sawang Daen Din
- Bus-Haltestelle Ban Tharae

### Bahnverkehr
Die Provinz Sakon Nakhon besitzt keine Bahnverbindungen.

## Bildung

### Bildungseinrichtungen
- Sakon Nakhon Rajabhat Universität
- Polytechnic College
- Sakon Nakhon Technology Northeastern College
- Bandit Sakon Nakhon College
- Sakon Nakhon Technical College
- Vocation College in Sawang Daen Din

## Gesundheitseinrichtungen
- Khai Kritsana Siwara Krankenhaus
- Sakon Nakhon Krankenhaus
- Trong Siri Krankenhaus
- Nikhom Nam Un Krankenhaus in Nikhom Nam Un

## Geschichte
Die Provinz gehörte bis ins 16. Jahrhundert zum lokalen Fürstentum Sri Khotrabun der Khmer, wovon viele Überreste der Khmer-Kultur zeugen. Die Hauptstadt dieses Fürstentums hieß „Mueang Sri Khotrabun“, sie lag am östlichen Ufer des Mekong nahe Tha Khaek, im heutigen Laos.
Die Thai-Königreiche Sukhothai und später Ayutthaya erweiterten seit dem 13./14. Jahrhundert ihren Einflussbereich auf Kosten der Khmer. Unter anderem nahmen sie auch Sakon Nakhon ein.

## Sehenswürdigkeiten

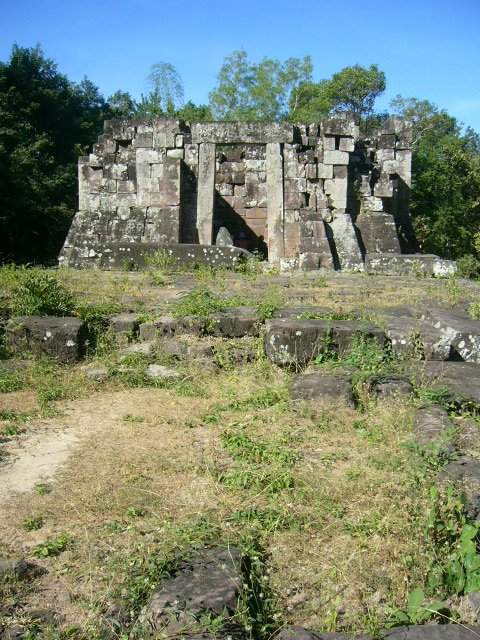
Prasat Phu Phek

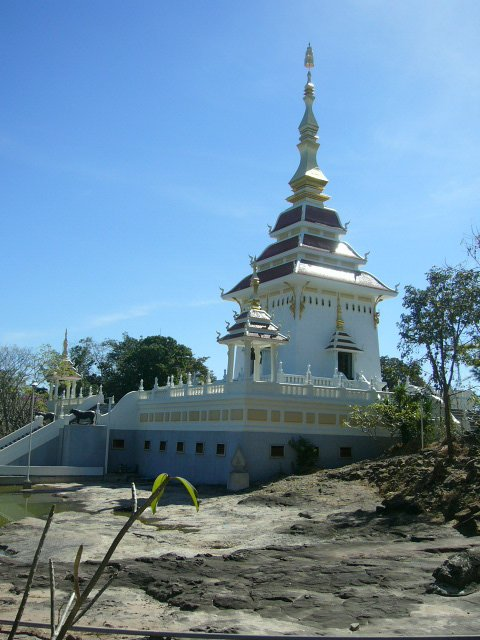
Wat Tham Kham

- Phu Phan Ratchaniwet (พระตำหนักภูพานราชนิเวศน์) – Palast der Königsfamilie und Aufenthaltsort, wenn Mitglieder der Familie im Nordosten weilen
- Wat Phra That Choeng Chum (พระธาตุเชิงชุม)- der wichtigste Tempel in Sakon Nakhon
- Wat Phra That Narai Cheng Weng – buddhistische Tempelanlage mit dem gleichnamigen Chedi
- Prathat Phu Phek (พระธาตุภูเพ็ก) – offenbar unvollendeter Laterit-Chedi aus dem 11./12. Jahrhundert, der malerisch auf einem Berg liegt (491 Stufen)
- Wat Tham Kham oder Wat Phu Kham (วัดถ้ำขาม หรือ ภูขาม) – Tempelanlage mit einem angeschlossenen Museum (พิพิธภัณฑ์อาจารย์ฝั้น อาจาโร), das Leben und Werk des hochverehrten Mönchs Achan Fan Acharo zeigt
- Ban Pha Na – altes Khmer-Heiligtum aus Laterit, etwa 70 km auf dem Weg nach Udon Thani
- Thai-So-Kulturzentrum (ศูนย์วัฒนธรรมไทยโส) – zeigt das Leben und die Kultur der So (in Amphoe Kusuman)
- Saphan Hin (oder Saphan Khom) – eine Steinbrücke an der Straße nach Udon Thani, die aus der Zeit der Khmer stammen soll
- Kerzenfest – lokales Fest im Oktober jedes Jahres, auf dem Miniaturnachbildungen von Tempeln und Schreinen aus Bienenwachs hergestellt werden und das mit einem Langbootrennen verbunden ist
- Nationalparks:
  - Nationalpark Phu Pha Yon (Thai: อุทยานแห่งชาติภูผายล) – landschaftlich schön gelegen im Süden von Sakon Nakhon
  - Nationalpark Phu Phan (Thai: อุทยานแห่งชาติภูพาน) – wilde Dschungellandschaft mit vielen Wasserfällen in Amphoe Phu Phan
  - Nationalpark Phu Pha Lek (Thai: อุทยานแห่งชาติภูผาเหล็ก) – im Phu Phan-Höhenzug gelegen, hier liegt eine Höhle mit etwa 3000 Jahre alten Felszeichnungen
  - Nationalpark Phu Kao - Phu Phan Kham (Thai: อุทยานแห่งชาติภูเก้า-ภูพานคำ)

## Symbole

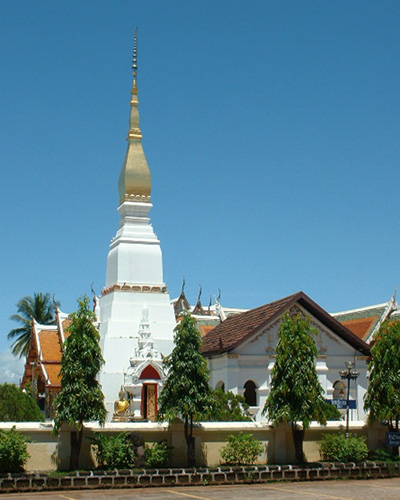
Wat Phra That Choeng Chum

Das Siegel der Provinz zeigt den Phra That Choeng Chum, einen Chedi im laotischen Stil, der während der Ayutthaya-Zeit errichtet wurde und über einem Prang aus der Khmer-Zeit steht.
Der lokale Baum ist der Banaba (Lagerstroemia speciosa).
Der Wahlspruch der Provinz Sakon Nakhon lautet:
„Die Stadt des Schreins Choeng Chum,
Die Schönheit des Sees Nong Han ist weit berühmt,
Hier liegt der Palast Phu Phan,
Hier werden Schlösser aus Bienenwachs gefertigt,
Die Stadt der schönen Phu Thai-Frauen,
Die Lehren des Buddhismus sind im Volk verankert.“

## Verwaltungseinheiten

### Provinzverwaltung
Die Provinz ist eingeteilt in 18 Distrikte (Amphoe). Die Distrikte sind weiter unterteilt in 125 Kommunen (Tambon) und 1323 Dörfer (Muban).
| \| Nr. \| Amphoe-Name \| Thai \| \| Nr. \| Amphoe-Name \| Thai \| \| --- \| -------------------------- \| --------------- \| \| --- \| ---------------------- \| --------------- \| \| 1 \| Amphoe Mueang Sakon Nakhon \| อำเภอเมืองสกลนคร \| \| 10 \| Amphoe Ban Muang \| อำเภอบ้านม่วง \| \| 2 \| Amphoe Kusuman \| อำเภอกุสุมาลย์ \| \| 11 \| Amphoe Akat Amnuai \| อำเภออากาศอำนวย \| \| 3 \| Amphoe Kut Bak \| อำเภอกุดบาก \| \| 12 \| Amphoe Sawang Daen Din \| อำเภอสว่างแดนดิน \| \| 4 \| Amphoe Phanna Nikhom \| อำเภอพรรณานิคม \| \| 13 \| Amphoe Song Dao \| อำเภอส่องดาว \| \| 5 \| Amphoe Phang Khon \| อำเภอพังโคน \| \| 14 \| Amphoe Tao Ngoi \| อำเภอเต่างอย \| \| 6 \| Amphoe Waritchaphum \| อำเภอวาริชภูมิ \| \| 15 \| Amphoe Khok Si Suphan \| อำเภอโคกศรีสุพรรณ \| \| 7 \| Amphoe Nikhom Nam Un \| อำเภอนิคมน้ำอูน \| \| 16 \| Amphoe Charoen Sin \| อำเภอเจริญศิลป์ \| \| 8 \| Amphoe Wanon Niwat \| อำเภอวานรนิวาส \| \| 17 \| Amphoe Phon Na Kaeo \| อำเภอโพนนาแก้ว \| \| 9 \| Amphoe Kham Ta Kla \| อำเภอคำตากล้า \| \| 18 \| Amphoe Phu Phan \| อำเภอภูพาน \| |                            |                 |  |     |                        |                 |
| Nr. | Amphoe-Name                | Thai            |  | Nr. | Amphoe-Name            | Thai            |
| 1 | Amphoe Mueang Sakon Nakhon | อำเภอเมืองสกลนคร |  | 10  | Amphoe Ban Muang       | อำเภอบ้านม่วง     |
| 2 | Amphoe Kusuman             | อำเภอกุสุมาลย์     |  | 11  | Amphoe Akat Amnuai     | อำเภออากาศอำนวย |
| 3 | Amphoe Kut Bak             | อำเภอกุดบาก      |  | 12  | Amphoe Sawang Daen Din | อำเภอสว่างแดนดิน  |
| 4 | Amphoe Phanna Nikhom       | อำเภอพรรณานิคม   |  | 13  | Amphoe Song Dao        | อำเภอส่องดาว     |
| 5 | Amphoe Phang Khon          | อำเภอพังโคน      |  | 14  | Amphoe Tao Ngoi        | อำเภอเต่างอย     |
| 6 | Amphoe Waritchaphum        | อำเภอวาริชภูมิ     |  | 15  | Amphoe Khok Si Suphan  | อำเภอโคกศรีสุพรรณ |
| 7 | Amphoe Nikhom Nam Un       | อำเภอนิคมน้ำอูน    |  | 16  | Amphoe Charoen Sin     | อำเภอเจริญศิลป์    |
| 8 | Amphoe Wanon Niwat         | อำเภอวานรนิวาส   |  | 17  | Amphoe Phon Na Kaeo    | อำเภอโพนนาแก้ว   |
| 9 | Amphoe Kham Ta Kla         | อำเภอคำตากล้า    |  | 18  | Amphoe Phu Phan        | อำเภอภูพาน       |

### Lokalverwaltung
Für das ganze Gebiet der Provinz besteht eine Provinz-Verwaltungsorganisation (องค์การบริหารส่วนจังหวัด, kurz อบจ., Ongkan Borihan suan Changwat; englisch Provincial Administrative Organization, PAO).
In der Provinz gibt es eine Großstadt (เทศบาลนคร – Thesaban Nakhon): Sakon Nakhon (เทศบาลนครสกลนคร), daneben gibt es 20 Kleinstädte (เทศบาลตำบล – Thesaban Tambon).